# Thymus heterotrichus
Thymus heterotrichus — вид рослин родини глухокропивові (Lamiaceae), поширений у Греції та колишній Югославії.

## Опис
Вид схожий на Thymus sibthorpii але має листя 12–17 × 2–3 мм, дещо округлі в верхівці, суббезчерешкові і рідко залозисто-плямисті. Суцвіття кулясті. Чашечки 4–5 мм з верхніми зубцями короткими, не війчастими. Його відносини з T. sibthorpii не ясні

## Поширення
Рослина Греції та колишньої Югославії.